# جلان بيكر
جلان بيكر (بالإنجليزية: Glen Blaker)‏ (9 أغسطس 1915 في أستراليا - 15 ديسمبر 1943 في بابوا غينيا الجديدة) هو لاعب كريكت أسترالي. لعب مع فريق كوينسلاند للكريكت ‏.

## وصلات خارجية
- جلان بيكر على موقع إي آس بي آن كريك إنفو (الإنجليزية)